# تب زرد (فیلم)
«تب زرد» (انگلیسی: Yellow Fever (film)) یک فیلم است که در سال ۲۰۱۱ منتشر شد.